# Snipe Peak
Snipe Peak är en bergstopp i Antarktis. Den ligger i Sydorkneyöarna. Argentina och Storbritannien gör anspråk på området. Toppen på Snipe Peak är 225 meter över havet. Snipe Peak ligger på ön Moe.
Terrängen runt Snipe Peak är huvudsakligen kuperad, men österut är den platt. Havet är nära Snipe Peak åt sydväst. Trakten är obefolkad. Det finns inga samhällen i närheten. 